# Zamach na Williama McKinleya
Zamach na Williama McKinleya – wydarzenie w historii Stanów Zjednoczonych, mające miejsce 6 września 1901 roku w Buffalo, w wyniku którego zginął dwudziesty piąty prezydent USA William McKinley. Sprawcą zamachu był anarchista, Leon Frank Czołgosz.

## Przyczyny i plan zabójstwa

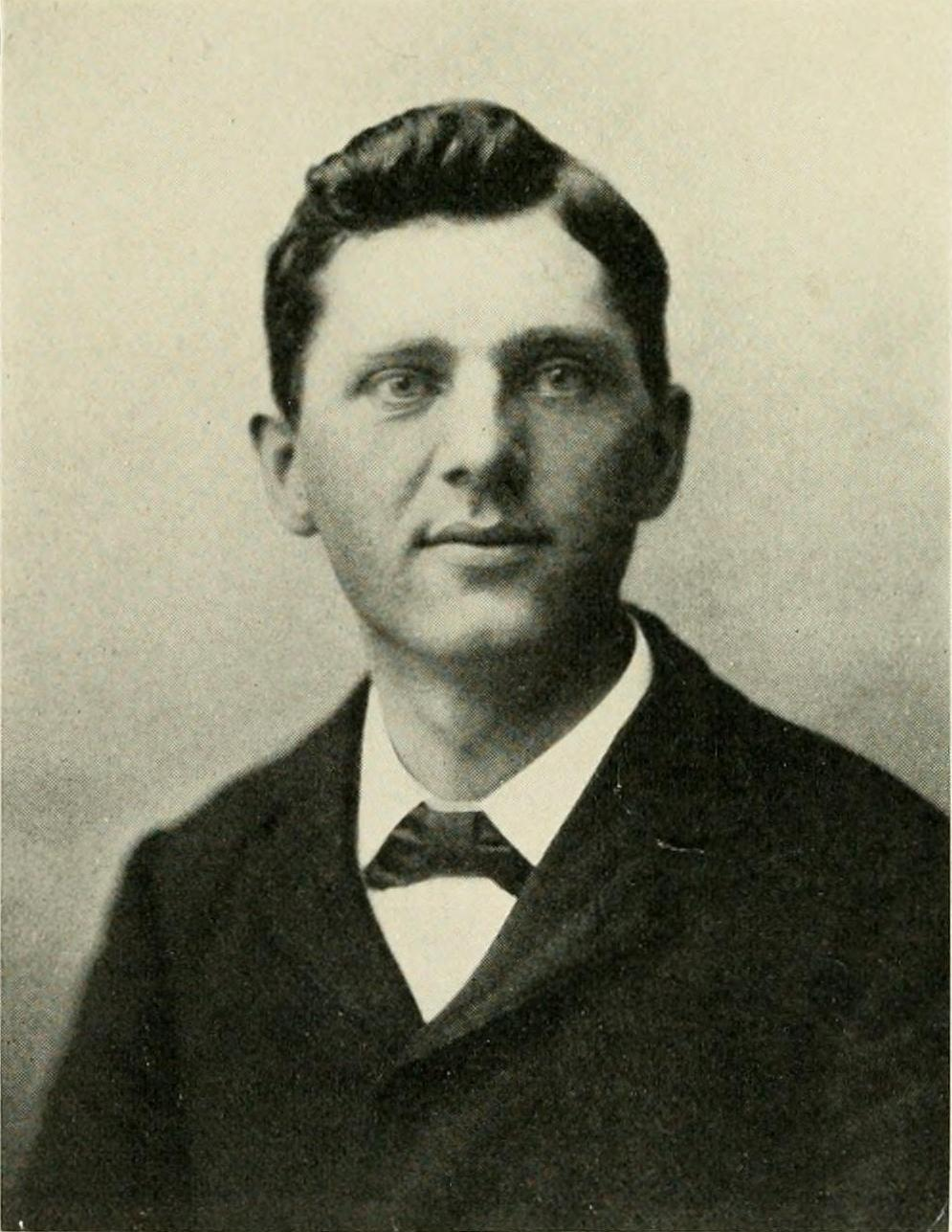
Leon Czolgosz – zabójca prezydenta.

Czolgosz, który pochodził z biednej rodziny polskich imigrantów, już w młodości wykazywał zainteresowanie anarchizmem. Uważał, że władze stoją po stronie kapitalistycznych przedsiębiorstw, zamiast po stronie pokrzywdzonych pracowników. Ponieważ uczestniczył w strajkach, podawał często fałszywe nazwisko – Fred C. Nieman. Oprócz działalności strajkowej, często kupował lewicowe gazety, które utwierdzały go w przekonaniu o niesprawiedliwości społecznej, za którą odpowiedzialny jest rząd. Ogromny wpływ na Czolgosza miała działalność amerykańskiej aktywistki anarchistycznej Emmy Goldman, zwłaszcza po jej przełomowym wystąpieniu w Cleveland 6 maja 1901. W wyniku tego przemówienia Czolgosz rozpoczął bliższą współpracę z ruchami anarchistów w Cleveland, Chicago i Detroit i zapisał się do grupy o nazwie „Siła”. Pomimo jego zaangażowania, wpływowi anarchiści uważali go za człowieka niebezpiecznego i niezrównoważonego. Drugim przełomowym momentem w świadomości polityczno-społecznej Czolgosza było zabójstwo króla Włoch, Humberta I, przez Gaetana Bresciego, 29 lipca 1901 roku. Wkrótce potem zrezygnował on z pracy w fabryce i podróżował po kraju, spotykając się z anarchistami i podając się za Freda Niemana, Freda Nobody’ego lub Johna Doe. Ponieważ czołowi anarchiści amerykańscy traktowali go nieufnie i umieścili nawet ogłoszenie w swoim piśmie „Free Society”, ostrzegające przed kontaktami z nim, Czolgosz postanowił dokonać zamachu.
31 sierpnia zameldował się w hotelu w Buffalo i udał się obejrzeć Wystawę Panamerykańską (Pan-American Exposition). 5 września dowiedział się, że dzień później ma się tam pojawić prezydent William McKinley. Czolgosz postanowił wówczas zabić prezydenta i w tym celu nabył, za 4,5 dolara, rewolwer Iver Johnson, kaliber .32.

## Przebieg zamachu

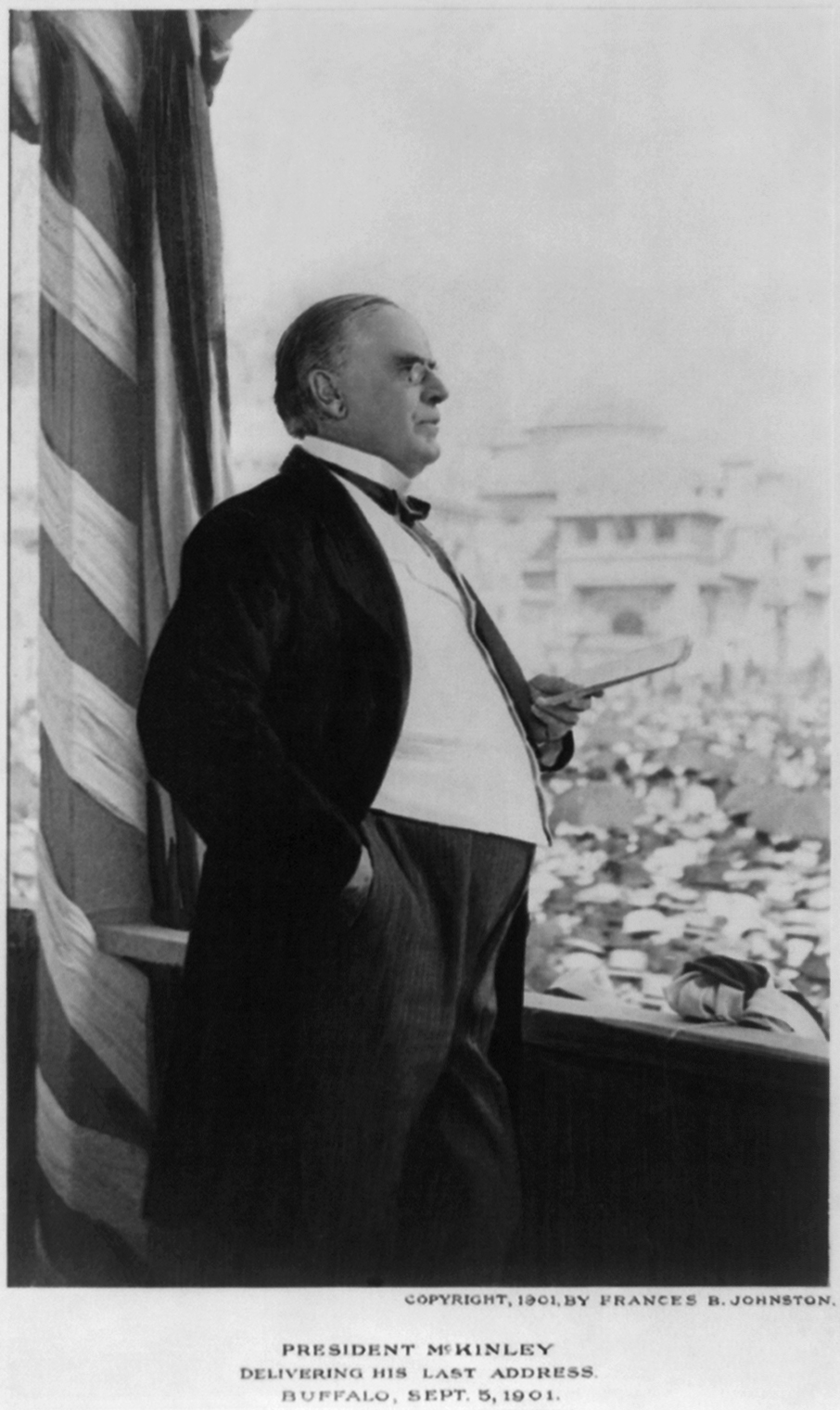
William McKinley, na dzień przed zamachem.

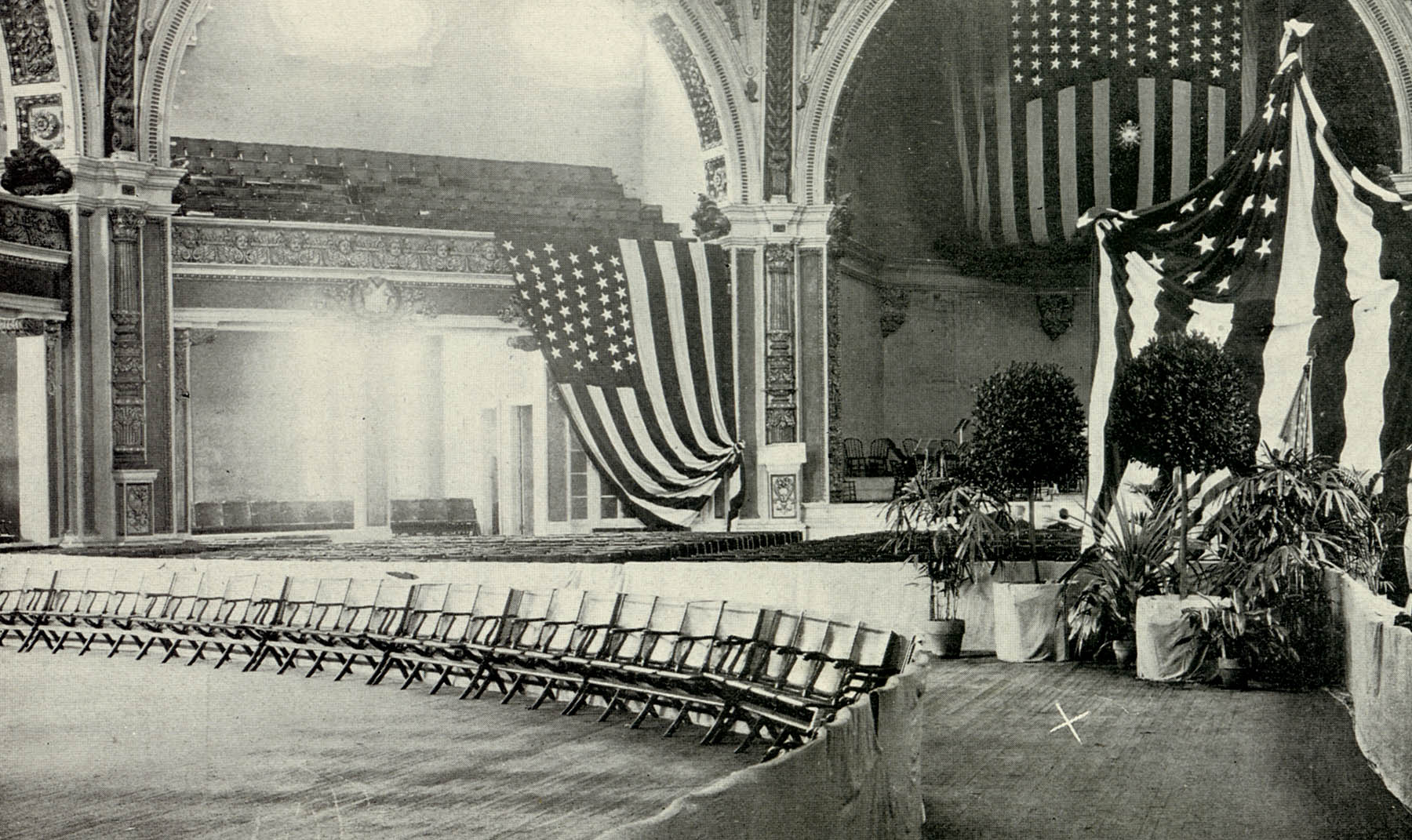
Świątynia Muzyki – miejsce zamachu.

W wyniku zwycięskiej kampanii prezydenckiej, zapewniającej reelekcję, William McKinley postanowił odbyć podróż po kraju. Po jej zakończeniu, zatrzymał się w Canton w stanie Ohio, gdzie przygotowywał tekst przemówienia na wystawę w Buffalo. Po wygłoszeniu przemówienia (5 września), prezydent spotkał się z ludźmi zwiedzającymi wystawę. Następnie udał się do rezydencji szefa Pan-American Exposition, Johna Milburna, gdzie zamierzał przenocować. Następnego dnia, w którym panował upał, McKinley, wraz z żoną Idą, udał się do tzw. „Świątyni Muzyki”, by spotkać się z mieszkańcami. Jego osobisty sekretarz, George B. Cortelyou ostrzegał prezydenta, by nie spotykał się z tak dużą liczbą nieznajomych osób, lecz McKinley zignorował tę uwagę. Około godziny 15.00 prezydent wygłosił krótkie przemówienie, a następnie zaczął witać się z przybyłymi ludźmi, ściskając im ręce.
Leon Czolgosz obserwował prezydenta już poprzedniego dnia, jednak stwierdził, że otacza go zbyt duży tłum i nie zdoła dokonać zamachu. Następnego dnia, kiedy McKinley udał się do pobliskiego wodospadu Niagara (przed wizytą w Świątyni Muzyki), Czolgosz pojechał za nim, lecz nie strzelił do prezydenta. Kiedy McKinley skończył krótkie przemówienie przy okazji Wystawy Panamerykańskiej, otrzymał gromkie brawa i zszedł, by przywitać się z ludźmi. Czolgosz miał wówczas rękę owiniętą bandażami, pod którymi znajdował się rewolwer. Kiedy zbliżył się do prezydenta, oficer ochrony zapytał, czy skaleczył się w rękę. Kiedy Czolgosz potwierdził, oficer zalecił mu udanie się do ośrodka medycznego, na co zamachowiec odparł: „Później, po spotkaniu z prezydentem. Długo czekałem na to spotkanie”. Zaraz potem oddał on dwa strzały do McKinleya, z bliskiej odległości. Prezydent zdążył jeszcze zapytać, czy został postrzelony i poprosić o ostrożność, przy informowaniu pierwszej damy Idy McKinley.

## Śmierć prezydenta

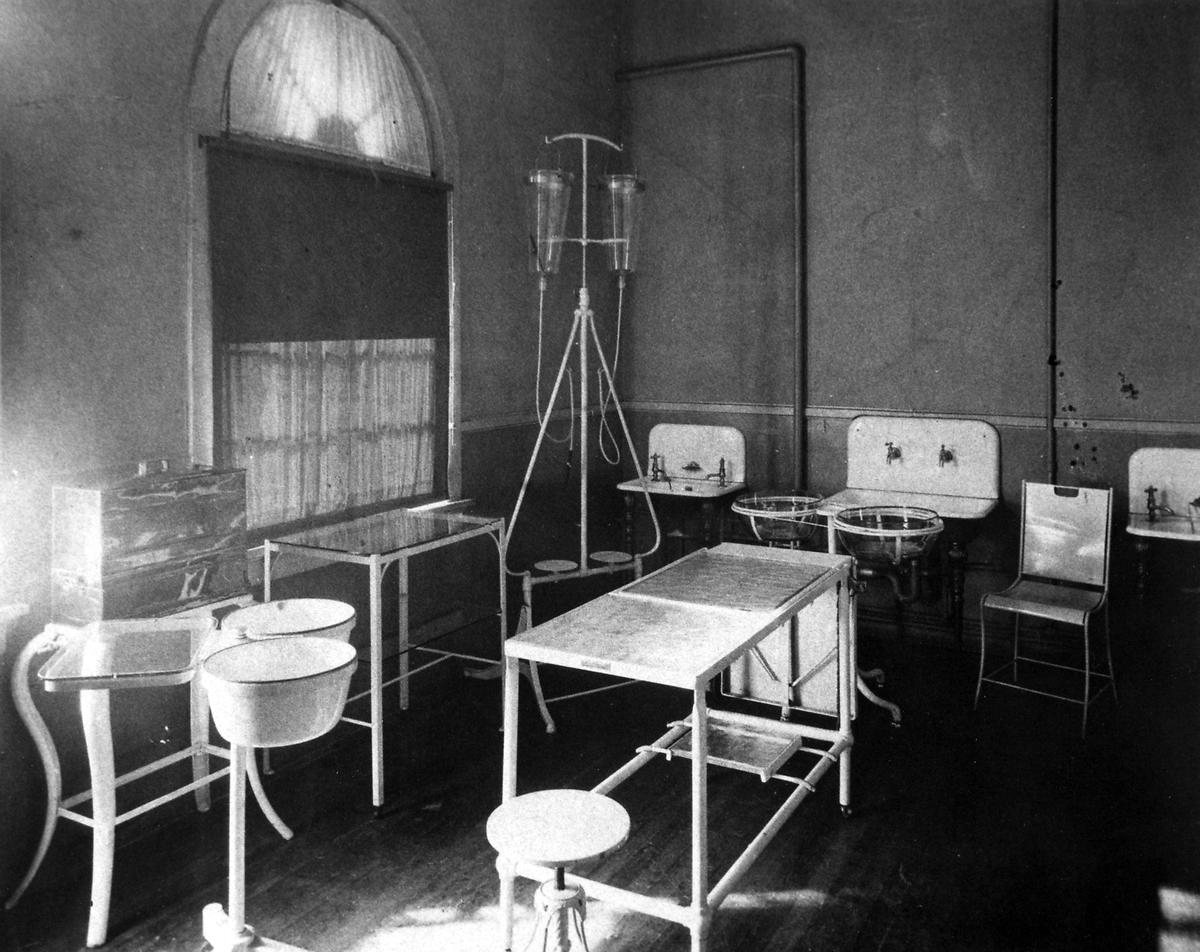
Sala operacyjna, gdzie lekarze ratowali życie McKinleya

Niezwłocznie po zamachu, prezydenta przewieziono do pobliskiego szpitala na terenie wystawy. McKinley był ranny w brzuch i w pierś, lecz lekarze stwierdzili, że rana brzucha jest najpoważniejsza. Okazało się, że pierwsza kula odbiła się od guzika marynarki i wcale nie wyrządziła krzywdy rannemu. Druga kula jednak, przebiła żołądek i uszkodziła nerki i trzustkę. Lekarze nie mogli zlokalizować kuli, więc zaszyli prezydentowi ranę i przetransportowali go do domu Johna Milburna. Nie skorzystali także ze znajdującego się w pobliżu urządzenia do prześwietlania promieniami. Początkowe diagnozy lekarskie były optymistyczne, jednak tydzień po postrzale zaczęła się rozwijać gangrena. Ponieważ McKinley został ranny w brzuch, nie mógł nic jeść, a jedynie przyjmował płyny. 13 września lekarze opublikowali biuletyn, który wprost stwierdzał, że śmierć prezydenta jest kwestią czasu. Dziewięć dni po zamachu, w nocy z 13 na 14 września, o godzinie 2.15, William McKinley zmarł. Został pochowany na cmentarzu w Canton w stanie Ohio.

## Proces zamachowca
Tuż po zamachu Czolgosz został powalony na ziemię przez tłum. Kelner James Parker chciał dokonać samosądu i poderżnąć Czolgoszowi gardło. Zaraz potem zabójca prezydenta został wyciągnięty z pawilonu, aresztowany i odstawiony na policję. Odmówił składania zeznań, a jedynie przyznał, że jest anarchistą. Spowodowało to falę represji przeciw anarchistom – aresztowano m.in. Emmę Goldman, inspiratorkę Czolgosza. Niemal natychmiast zamachowiec został oskarżony o morderstwo, a pięciu lekarzy jednogłośnie stwierdziło, że w momencie strzelania do McKinleya, był w pełni władz umysłowych. Proces rozpoczął się 23 września 1901 i trwał nieco ponad 1 dzień. Czolgosz przyznał się do winy, choć sędzia nakazał zaprotokołować „niewinny” i stwierdził, że działał sam. Na wszystkie pytania odpowiadał zdawkowo i nie współpracował ze swoimi obrońcami, gdyż nie miał zaufania do wymiaru sprawiedliwości. O godzinie 16.26 ława przysięgłych ogłosiła werdykt – oskarżony, winnym zabójstwa pierwszego stopnia. Przewodniczący składu sędziowskiego, Truman White skazał Czolgosza na karę śmierci. Następnego dnia, 27 września, skazaniec został przetransportowany do więzienia Auburn State Prison w stanie Nowy Jork. Nieco ponad miesiąc później, 29 października, Czolgosz został wprowadzony do celi egzekucyjnej, gdzie miał powiedzieć: „Zabiłem prezydenta, bo był on wrogiem dobrych ludzi, ludzi pracy. Nie żałuję mojego czynu. Bardzo żałuję, że nie mogłem zobaczyć się ze swoim ojcem”. Egzekucja Leona Czolgosza odbyła się o godzinie 7.12 poprzez stracenie na krześle elektrycznym, podczas której przez minutę przez jego ciało przepływał prąd o napięciu 1700 V.

## Konsekwencje
W wyniku śmierci Williama McKinleya na fotelu prezydenckim zasiadł dotychczasowy wiceprezydent USA – Theodore Roosevelt. Był on najmłodszym w historii człowiekiem obejmującym ten urząd. W momencie zamachu znajdował się na polowaniu w górach Adirondack. Kiedy w nocy dostał informację o zamachu, natychmiast udał się do Buffalo. Kiedy jednak tam dotarł, McKinley już nie żył, więc Roosevelt złożył przysięgę prezydencką. Republikański senator z Ohio, Mark Hanna, skomentował tę sytuację słowami: „Patrzcie, ten przeklęty kowboj został prezydentem Stanów Zjednoczonych!”.
Jedną z konsekwencji zamachu była fala protestów antyimigracyjnych w Stanach Zjednoczonych. Doprowadziły one do tego, że w 1903 roku Kongres uchwalił ustawę zakazującą przyjmowania imigrantów o poglądach anarchistycznych. Polityka prowadzona przez Roosevelta doprowadziła także do zwrócenia większej uwagi na prawa i warunki życia pracowników, co było pośrednim celem Czolgosza. Odnosząc się do tej sytuacji, gubernator stanu Iowa stwierdził, że firmy kapitalistyczne „cieszą się przywilejami, jednak nie do nich należy przywilej zajmowania stanowisk w ciałach ustawodawczych”.